# Ізраїль на літніх Олімпійських іграх 2004
Ізраїль на літніх Олімпійських іграх 2004 року, які проходили в грецькому місті Афіни, був представлений 36 спортсменами (20 чоловіками та 16 жінками) у 13 видах спорту. Прапороносцем на церемонії відкриття Олімпійських ігор був дзюдоїст Аріель Зеєві, а на церемонії закриття віндсерфер Гал Фрідман.
Ізраїль втринадцяте взяв участь у літніх Олімпійських іграх. Ізраїльські спортсмени завоювали дві медалі — одну золоту та одну бронзову. Збірна Ізраїлю посіла 52 неофіційне загальнокомандне місце.

## Медалісти
| Медаль | Спортсмен    | Вид спорту       | Дисципліна          |
| ------ | ------------ | ---------------- | ------------------- |
| Золото | Гал Фрідман  | Вітрильний спорт | містраль            |
| Бронза | Аріель Зеєві | Дзюдо            | до 100 кг, чоловіки |

## Боротьба
Чоловіки
Греко-римська боротьба
| Спортсмен       | Дисципліна | Попередні поєдинки              | Попередні поєдинки                   | Попередні поєдинки | Чвертьфінал        | Півфінал           | Фінал              | Фінал |
| Спортсмен       | Дисципліна | Суперник Результат              | Суперник Результат                   | Місце              | Суперник Результат | Суперник Результат | Суперник Результат | Місце |
| --------------- | ---------- | ------------------------------- | ------------------------------------ | ------------------ | ------------------ | ------------------ | ------------------ | ----- |
| Яша Манашеров   | −74 кг     | Данило Халімов (KAZ) L 0–3 PO   | Хосе Альберто Рекверо (ESP) L 0–5 VT | 3                  | не пройшов         | не пройшов         | не пройшов         | 19    |
| Гоша Ціціашвілі | −84 кг     | Мелонін Ноумонві (FRA) W 3–1 PP | Олексій Мішин (RUS) L 0–3 PO         | 2                  | не пройшов         | не пройшов         | не пройшов         | 14    |
| Юрій Євсейчик   | −120 кг    | Міхайн Лопес (CUB) L 0–3 PO     | Єкта Їлмаз Гюль (TUR) L 0–3 PO       | 3                  | не пройшов         | не пройшов         | не пройшов         | 19    |

## Веслування на байдарках і каное

### Спринт
| Спортсмен         | Змагання                   | Гіт      | Гіт   | Півфінал | Півфінал | Фінал      | Фінал      |
| Спортсмен         | Змагання                   | Час      | Місце | Час      | Місце    | Час        | Місце      |
| ----------------- | -------------------------- | -------- | ----- | -------- | -------- | ---------- | ---------- |
| Михайло Калганов  | 500 метрів, K-1, чоловіки  | 1:39.745 | 4 q   | 1:43.411 | 8        | не пройшов | не пройшов |
| Роей Єллін        | 1000 метрів, K-1, чоловіки | 3:34.036 | 3 q   | 3:30.005 | 3 Q      | 3:43.485   | 9          |
| Лариса Косорукова | 500 метрів, K-1, жінки     | 1:54.234 | 3 q   | 1:55.096 | 2 Q      | 1:53.089   | 6          |

## Вітрильний спорт
| Спортсмен                  | Дисципліна         | Заплив | Заплив | Заплив | Заплив | Заплив | Заплив | Заплив | Заплив | Заплив | Заплив | Заплив | Сума балів | Місце |
| Спортсмен                  | Дисципліна         | 1      | 2      | 3      | 4      | 5      | 6      | 7      | 8      | 9      | 10     | M*     | Сума балів | Місце |
| -------------------------- | ------------------ | ------ | ------ | ------ | ------ | ------ | ------ | ------ | ------ | ------ | ------ | ------ | ---------- | ----- |
| Гал Фрідман                | містраль, чоловіки | 8      | 3      | 5      | 5      | 1      | 7      | 5      | 1      | 8      | 5      | 2      | 42         | 1     |
| Уді Гал Гідеон Клігер      | 470, чоловіки      | 19     | 12     | 6      | 8      | 23     | 9      | 5      | 11     | 23     | 12     | DSQ    | 128        | 15    |
| Лі Корзіц                  | містраль, жінки    | 15     | 15     | 12     | 17     | 12     | 8      | 14     | 12     | 7      | 10     | 12     | 117        | 13    |
| Ніке Корнекі Веред Бускіла | 470, жінки         | OCS    | 11     | RAF    | 19     | 6      | 13     | 12     | 5      | 4      | 13     | 18     | 122        | 18    |

## Гімнастика

### Спортивна гімнастика
Чоловіки
| Спортсмен    | Дисципліна         | Кваліфікація | Кваліфікація | Кваліфікація | Кваліфікація | Кваліфікація | Кваліфікація | Кваліфікація | Кваліфікація | Фінал  | Фінал  | Фінал  | Фінал  | Фінал  | Фінал  | Фінал  | Фінал |
| Спортсмен    | Дисципліна         | Снаряд       | Снаряд       | Снаряд       | Снаряд       | Снаряд       | Снаряд       | Разом        | Місце        | Снаряд | Снаряд | Снаряд | Снаряд | Снаряд | Снаряд | Разом  | Місце |
| Спортсмен    | Дисципліна         | ВВ           | Кінь         | Кільця       | ОС           | ПБ           | Пер.         | Разом        | Місце        | ВВ     | Кінь   | Кільця | ОС     | ПБ     | Пер.   | Разом  | Місце |
| ------------ | ------------------ | ------------ | ------------ | ------------ | ------------ | ------------ | ------------ | ------------ | ------------ | ------ | ------ | ------ | ------ | ------ | ------ | ------ | ----- |
| Павел Гофман | абсолютна першість | 9.437        | 9.475        | 9.462        | 9.375        | 9.612        | 9.362        | 56.723       | 12 Q         | 9.100  | 9.262  | 9.425  | 9.112  | 9.725  | 9.062  | 55.686 | 19    |

### Художня гімнастика
| Спортсменка       | Дисципліна         | Кваліфікація | Кваліфікація | Кваліфікація | Кваліфікація | Кваліфікація | Кваліфікація | Фінал      | Фінал      | Фінал      | Фінал      | Фінал      | Фінал      |
| Спортсменка       | Дисципліна         | Обруч        | М'яч         | Булави       | Стрічка      | Разом        | Місце        | Обруч      | М'яч       | Булави     | Стрічка    | Разом      | Місце      |
| ----------------- | ------------------ | ------------ | ------------ | ------------ | ------------ | ------------ | ------------ | ---------- | ---------- | ---------- | ---------- | ---------- | ---------- |
| Катерина Пісецька | абсолютна першість | 22.675       | 22.750       | 23.100       | 21.425       | 89.950       | 16           | не пройшла | не пройшла | не пройшла | не пройшла | не пройшла | не пройшла |

## Дзюдо
Чоловіки
| Спортсмен      | Категорія | Попередній раунд                    | 1/32                                     | 1/16                                | Чвертьфінал                 | Півфінал           | Втішний раунд 1               | Втішний раунд 2                    | Втішний раунд 3                 | Фінал / ББ                           | Фінал / ББ |
| Спортсмен      | Категорія | Суперник Результат                  | Суперник Результат                       | Суперник Результат                  | Суперник Результат          | Суперник Результат | Суперник Результат            | Суперник Результат                 | Суперник Результат              | Суперник Результат                   | Місце      |
| -------------- | --------- | ----------------------------------- | ---------------------------------------- | ----------------------------------- | --------------------------- | ------------------ | ----------------------------- | ---------------------------------- | ------------------------------- | ------------------------------------ | ---------- |
| Гал Єкутіель   | −60 кг    | Альбертас Теховас (LTU) W 0101–0000 | Тарадже Вільямс-Мюррей (USA) L 0000–1010 | не пройшов                          | не пройшов                  | не пройшов         | не пройшов                    | не пройшов                         | не пройшов                      | не пройшов                           | не пройшов |
| Єгуд Вакс      | −66 кг    | Н/Д                                 | Араш Міресмаейлі (IRI) W WO              | Амар Меріджа (ALG) L 0000–0010      | не пройшов                  | не пройшов         | не пройшов                    | не пройшов                         | не пройшов                      | не пройшов                           | не пройшов |
| Йоель Развозов | −73 кг    | Bye                                 | Руберт Мартінес (CUB) W 1000–0000        | Даніель Фернандес (FRA) L 0001–1000 | не пройшов                  | не пройшов         | Сі Цзяньгуа (CHN) W 1100–0000 | Леандро Ґвілейро (BRA) L 0020–1101 | не пройшов                      | не пройшов                           | не пройшов |
| Аріель Зеєві   | −100 кг   | Bye                                 | Маріу Сабіну (BRA) W 1010–0100           | Мікеле Монті (ITA) W 1011–0111      | Чан Сонхо (KOR) L 0110–1002 | не пройшов         | Bye                           | Франк Муссіма (CMR) W 0210–0000    | Гіслайн Лемер (FRA) W 1001–0000 | Елко ван дер Геест (NED) W 1002–0001 | 3          |

Жінки
| Спортсмен      | Категорія | 1/32               | 1/16                             | Чвертьфінал        | Півфінал           | Втішний раунд 1    | Втішний раунд 2    | Втішний раунд 3    | Фінал              | Фінал      |
| Спортсмен      | Категорія | Суперник Результат | Суперник Результат               | Суперник Результат | Суперник Результат | Суперник Результат | Суперник Результат | Суперник Результат | Суперник Результат | Місце      |
| -------------- | --------- | ------------------ | -------------------------------- | ------------------ | ------------------ | ------------------ | ------------------ | ------------------ | ------------------ | ---------- |
| Міхал Фейнблат | −52 кг    | Bye                | Телма Монтейру (POR) L 0000–1010 | не пройшла         | не пройшла         | не пройшла         | не пройшла         | не пройшла         | не пройшла         | не пройшла |

## Легка атлетика
Чоловіки
Трекові та шосейні дисципліни
| Спортсмен    | Змагання | Фінал     | Фінал |
| Спортсмен    | Змагання | Результат | Місце |
| ------------ | -------- | --------- | ----- |
| Асаф Бімро   | марафон  | 2:25:20   | 59    |
| Гайле Сатаїн | марафон  | 2:17:25   | 20    |

Польові дисципліни
| Спортсмен         | Дисципліна         | Кваліфікація | Кваліфікація | Фінал    | Фінал |
| Спортсмен         | Дисципліна         | Відстань     | Місце        | Відстань | Місце |
| ----------------- | ------------------ | ------------ | ------------ | -------- | ----- |
| Олександр Авербух | стрибки з жердиною | 5.70         | =1 Q         | 5.65     | 8     |

Жінки
Трекові та шосейні дисципліни
| Спортсмен     | Змагання                 | Хіт       | Хіт   | Півфінал   | Півфінал   | Фінал      | Фінал      |
| Спортсмен     | Змагання                 | Результат | Місце | Результат  | Місце      | Результат  | Місце      |
| ------------- | ------------------------ | --------- | ----- | ---------- | ---------- | ---------- | ---------- |
| Нілі Абрамскі | марафон                  | Н/Д       | Н/Д   | Н/Д        | Н/Д        | 2:48:08    | 42         |
| Ірина Ленська | 100 метрів з перешкодами | 13.75     | 8     | не пройшла | не пройшла | не пройшла | не пройшла |

## Настільний теніс
| Спортсмен        | Дисципліна      | Раунд 1                        | Раунд 2                    | Раунд 3                  | Раунд 4            | Чвертьфінал        | Півфінал           | Фінал              | Фінал      |
| Спортсмен        | Дисципліна      | Суперник Результат             | Суперник Результат         | Суперник Результат       | Суперник Результат | Суперник Результат | Суперник Результат | Суперник Результат | Місце      |
| ---------------- | --------------- | ------------------------------ | -------------------------- | ------------------------ | ------------------ | ------------------ | ------------------ | ------------------ | ---------- |
| Кравченко Марина | одиночні, жінки | Архонтула Волакакі (GRE) W 4–0 | Отілія Бадеску (ROM) W 4–2 | Тамара Борош (CRO) L 0–4 | не пройшла         | не пройшла         | не пройшла         | не пройшла         | не пройшла |

## Плавання
Жінки
| Спортсмен           | Дисципліна                       | Гіт     | Гіт   | Півфінал   | Півфінал   | Фінал      | Фінал      |
| Спортсмен           | Дисципліна                       | Час     | Місце | Час        | Місце      | Час        | Місце      |
| ------------------- | -------------------------------- | ------- | ----- | ---------- | ---------- | ---------- | ---------- |
| Веред Бороховські   | 100 м батерфляєм                 | 1:00.69 | 26    | не пройшла | не пройшла | не пройшла | не пройшла |
| Веред Бороховські   | 200 метрів комплексним плаванням | 2:20.62 | 24    | не пройшла | не пройшла | не пройшла | не пройшла |
| Ганна Гостомельська | 50 метрів вільним стилем         | 26.72   | 35    | не пройшла | не пройшла | не пройшла | не пройшла |
| Ганна Гостомельська | 100 метрів вільним стилем        | 57.15   | 32    | не пройшла | не пройшла | не пройшла | не пройшла |
| Ганна Гостомельська | 100 метрів на спині              | 1:04.06 | 28    | не пройшла | не пройшла | не пройшла | не пройшла |

## Синхронне плавання
| Спортсмени                    | Дисципліна | Технічна програма | Технічна програма | Вільна програма (попередній раунд) | Вільна програма (попередній раунд) | Вільна програма (попередній раунд) | Вільна програма (фінал) | Вільна програма (фінал)  | Вільна програма (фінал) |
| Спортсмени                    | Дисципліна | Бали              | Місце             | Бали                               | Разом (technical + free)           | Місце                              | Бали                    | Разом (technical + free) | Місце                   |
| ----------------------------- | ---------- | ----------------- | ----------------- | ---------------------------------- | ---------------------------------- | ---------------------------------- | ----------------------- | ------------------------ | ----------------------- |
| Анастасія Глушкова Інна Йоффе | дуети      | 42.750            | 16                | 43.000                             | 85.750                             | 17                                 | не пройшли              | не пройшли               | не пройшли              |

## Стрільба
Чоловіки
| Спортсмен         | Дисципліна                  | Чвертьфінал | Чвертьфінал | Фінал      | Фінал      |
| Спортсмен         | Дисципліна                  | Бали        | Місце       | Бали       | Місце      |
| ----------------- | --------------------------- | ----------- | ----------- | ---------- | ---------- |
| Олександр Данілов | пневматичний пістолет, 10 м | 577         | =20         | не пройшов | не пройшов |
| Олександр Данілов | пістолет, 50 м              | 554         | =15         | не пройшов | не пройшов |
| Гай Старік        | гвинтівка, 50 м лежачи      | 592         | =16         | не пройшов | не пройшов |

## Теніс
| Спортсмени              | Дисципліна               | 1/64                            | 1/32                                             | 1/16                                             | Чвертьфінал                                          | Півфінал           | Фінал              | Фінал      |
| Спортсмени              | Дисципліна               | Суперник Результат              | Суперник Результат                               | Суперник Результат                               | Суперник Результат                                   | Суперник Результат | Суперник Результат | Місце      |
| ----------------------- | ------------------------ | ------------------------------- | ------------------------------------------------ | ------------------------------------------------ | ---------------------------------------------------- | ------------------ | ------------------ | ---------- |
| Джонатан Ерліх Енді Рам | чоловічий парний турнір  | Н/Д                             | Томас Енквіст / Робін Содерлінг (SWE) W 7–5, 6–3 | Ігор Андрєєв / Микола Давиденко (RUS) W 6–4, 6–1 | Ніколас Кіфер / Райнер Шуттлер (GER) L 6–2, 2–6, 2–6 | не пройшли         | не пройшли         | не пройшли |
| Анна Смашнова           | жіночий одиночний турнір | Татьяна Гарбін (ITA) L 2–6, 1–6 | не пройшла                                       | не пройшла                                       | не пройшла                                           | не пройшла         | не пройшла         | не пройшла |

## Тхеквондо
| Спортсмен  | Категорія     | 1/16                        | Чвертьфінал        | Півфінал           | Втішний раунд 1    | Втішний раунд 2    | Фінал              | Фінал      |
| Спортсмен  | Категорія     | Суперник Результат          | Суперник Результат | Суперник Результат | Суперник Результат | Суперник Результат | Суперник Результат | Місце      |
| ---------- | ------------- | --------------------------- | ------------------ | ------------------ | ------------------ | ------------------ | ------------------ | ---------- |
| Майя Арусі | −49 кг, жінки | Далія Контрерас (VEN) L 1–5 | не пройшла         | не пройшла         | не пройшла         | не пройшла         | не пройшла         | не пройшла |

## Фехтування
Жінки
| Спортсмен    | Дисципліна           | 1/32                       | 1/16               | Чвертьфінал        | Півфінал           | Фінал              | Фінал |
| Спортсмен    | Дисципліна           | Суперник Результат         | Суперник Результат | Суперник Результат | Суперник Результат | Суперник Результат | Місце |
| ------------ | -------------------- | -------------------------- | ------------------ | ------------------ | ------------------ | ------------------ | ----- |
| Аєлет Огайон | індивідуальна рапіра | Сімоне Бауер (GER) L 10–15 | не пройшла         | не пройшла         | не пройшла         | не пройшла         | 19    |